# Tuzos de la Universidad Autónoma de Zacatecas
Para el equipo de baloncesto, véase Tuzos de la UAZ.
Los Tuzos de la Universidad Autónoma de Zacatecas es un equipo de fútbol mexicano que juega en la Segunda División de México dentro de la Serie A. Su hogar es el Estadio Carlos Vega Villalba, que se encuentra dentro de la ciudad de Zacatecas, Zacatecas.

## Historia
El primer equipo de fútbol de la institución fue fundado en 1990 teniendo algunas apariciones intermitentes en la Segunda y Tercera División profesional.
En 2009 se estableció un equipo representativo de la Universidad Autónoma de Zacatecas, el club participó en la por entonces llamada Liga de Nuevos Talentos, además el cuadro se estableció en un principio en Fresnillo para posteriormente pasar a la capital del estado, esta franquicia duraría hasta 2013.
En el mismo año, de cara al Torneo Apertura, el equipo consiguió una plaza en la categoría conocida como Liga Premier de Ascenso, luego de adquirir la franquicia que pertenecía al club Real Saltillo Soccer, el conjunto universitario militó en esta categoría hasta 2017, en ese año fue acomodado en la Serie B, liga de desarrollo en la que se colocaron a los clubes que no cumplían con los requisitos necesarios para conseguir una plaza en el Ascenso MX.
Para la temporada 2018-19, los Tuzos UAZ fueron admitidos de nuevo en la Serie A, al finalizar la temporada regular, el equipo se clasificó a la liguilla por el título, en esta ronda, el equipo eliminó a los clubes Tepatitlán y Atlético Reynosa, para llegar a la final. En esta instancia, el club universitario se enfrentó a los Loros de Colima, finalmente los colimenses se hicieron con el título, dejando a la UAZ con el subcampeonato de la categoría con marcador global de 3-2.
Finalmente, la UAZ obtuvo el campeonato en el Torneo Apertura 2022 luego de eliminar a Aguacateros CDU por 4-1 y Cafetaleros de Chiapas 7-3 en los globales,  tras derrotar al Tampico Madero por global de 3-2, victoria de 3-1 en la ida en Zacatecas la noche del jueves 10 de noviembre, y cayendo por la mínima en la vuelta en el estadio Tamaulipas el domingo 13 del mismo mes.

## Estadio

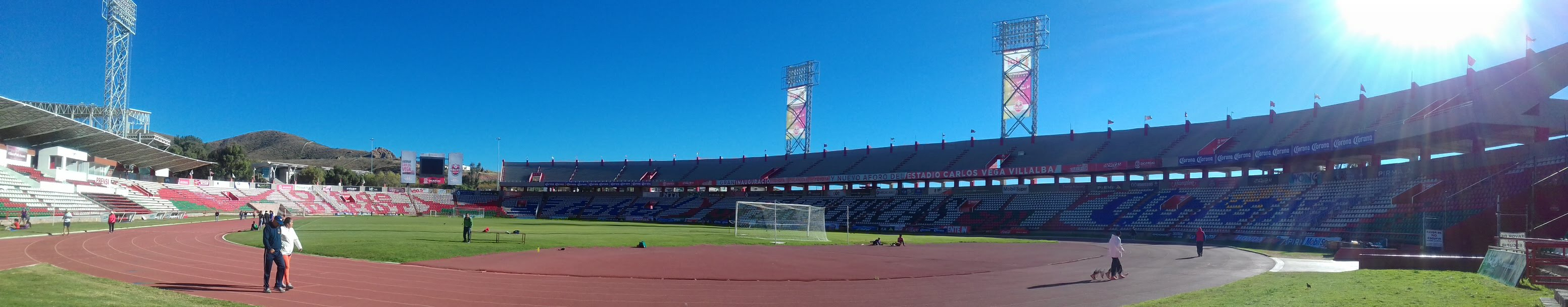
Estadio Carlos Vega Villalba.

Los Tuzos de la UAZ juegan sus partidos como local en el Estadio Carlos Vega Villalba, anteriormente llamado Estadio Francisco Villa, el cual tiene un aforo de 20,730 asistentes, está ubicado en la ciudad de Zacatecas, fue inaugurado en 1986, la inauguración fue un partido amistoso entre Leones Negros UdeG y una versión juvenil de la Selección de fútbol de Corea del Sur con marcador favorable a los jaliscienses por 1-0 con gol de Francisco "Médico" Río. 
En septiembre de 2017 el estadio cambió su nombre, por lo que pasó a llamarse Carlos Vega Villalba, en honor a un deportista local. Posteriormente, en noviembre del mismo año inició un proceso de remodelación y ampliación del recinto para adecuarlo a los requerimientos de la Liga MX, las obras finalizaron en junio de 2018, por lo que la capacidad del escenario pasó de los 13,820 a los 20,730 espectadores.

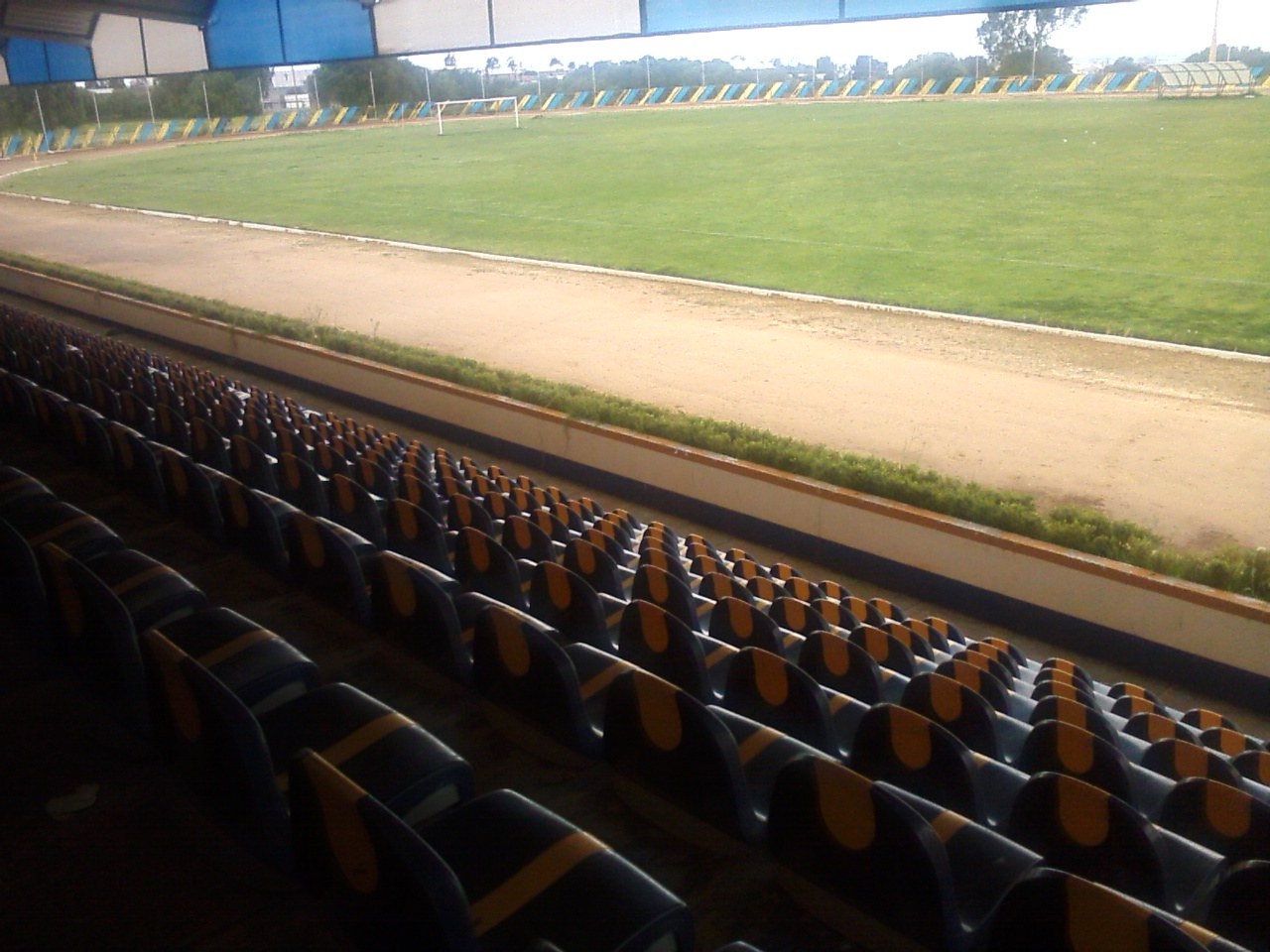
Estadio Universitario.

El equipo dispone además de otro recinto, el Estadio Universitario de la Unidad Deportiva Norte, el cual tiene una capacidad para 5,000 espectadores. Este escenario fungió como sede principal del equipo durante algunos años, tras volver a su sede actual, el Universitario funciona como sede alterna para los Tuzos UAZ en algunos juegos de temporada regular. Este estadio también es sede del equipo de Tercera División perteneciente a la misma institución.

## Temporadas
| Temporada     | División          | Posición                      |
| ------------- | ----------------- | ----------------------------- |
| 2013          | Franquicia        | Real Saltillo Soccer          |
| Apertura 2013 | 3.Segunda LPA     | 14°. Grupo II                 |
| Clausura 2014 | 3.Segunda LPA     | 15°. Grupo II                 |
| Apertura 2014 | 3.Segunda LPA     | 4°. Grupo I                   |
| Clausura 2015 | 3.Segunda LPA     | 12°. Grupo I                  |
| Apertura 2015 | 3.Segunda LPA     | 3°. Grupo I                   |
| Clausura 2016 | 3.Segunda LPA     | 13°. Grupo I                  |
| Apertura 2016 | 3.Segunda LPA     | 9°. Grupo II                  |
| Clausura 2017 | 3.Segunda LPA     | 10°. Grupo II                 |
| Apertura 2017 | 4.Segunda Serie B | 7o. Grupo I                   |
| Clausura 2018 | 4.Segunda Serie B | 10o. Grupo I                  |
| 2018-19       | 3.Segunda Serie A | 2°. Grupo II (Subcampeón)     |
| 2019-20       | 3.Segunda Serie A | 2°. Grupo I                   |
| 2020-21       | 3.Segunda Serie A | 7°. Grupo I                   |
| Apertura 2021 | 3.Segunda Serie A | 12°. Grupo I                  |
| Clausura 2022 | 3.Segunda Serie A | 8°. Grupo I                   |
| Apertura 2022 | 3.Segunda Serie A | 1°. Grupo I (Campeón)         |
| Clausura 2023 | 3.Segunda Serie A | 6°. Grupo I                   |
| 2023-24       | 3.Segunda Serie A | 8°. Grupo I (Reclasificación) |
| Apertura 2024 | 3.Segunda Serie A | 2°. Grupo I (Cuartos)         |
| Clausura 2025 | 3.Segunda Serie A | 8°. Grupo I                   |

## Palmarés
| Competición nacional                           | Títulos       | Subcampeonatos |
| ---------------------------------------------- | ------------- | -------------- |
| Segunda División de México (1/1)               | Apertura 2022 | 2018-19        |
| Campeón de Ascenso de la Segunda División(0/1) |               | 2022-23        |

## Filial
U.A.Z. "B"
| Temporada | División           | Posición                     |
| --------- | ------------------ | ---------------------------- |
| 2016/2017 | 5.Tercera División | 9o. Grupo IX                 |
| 2017/2018 | 5.Tercera División | 2o. GIX (Treintaidosavos)    |
| 2018/2019 | 5.Tercera División | 3o. GIX (Octavos)            |
| 2019/2020 | 5.Tercera División | 1.º Grupo IX                 |
| 2020/2021 | 5.Tercera División | 2o. Grupo IX (Dieciseisavos) |